# Anthony Hope
Sir Anthony Hope Hawkins, mais conhecido como Anthony Hope (9 de fevereiro de 1863 — 8 de julho de 1933), foi um romancista e dramaturgo britânico. Ele foi um escritor prolífico, especialmente de romances de aventura, mas é lembrado predominantemente por apenas dois livros: The Prisoner of Zenda (1894) e sua sequência Rupert of Hentzau (1898). Essas obras, "clássicos menores" da literatura inglesa, são ambientadas no país ficcional contemporâneo da Ruritânia e geraram o gênero conhecido como romance ruritano, livros ambientados em locais fictícios europeus semelhantes aos romances. Zenda inspirou muitas adaptações, mais notavelmente o filme de Hollywood de 1937 com o mesmo nome e a versão de 1952.

## Trabalhos

### A Trilogia Ruritana
1. The Heart of Princess Osra, 1896.
2. The Prisoner of Zenda: being the history of three months in the life of an English gentleman, 1894.
3. Rupert of Hentzau: being the sequel to a story by the same writer entitled the Prisoner of Zenda, 1898.

### Outras Obras
- A Man of Mark, 1890.
- Father Stafford,1891.
- Mr Witt's Widow: A Frivolous Tale, 1892.
- A Change of Air, 1893.
- Half a Hero, 1893.
- Sport Royal and other stories, 1893.
- The Dolly Dialogues, 1894.
- The God in the Car, 1894.
- The Indiscretion of the Duchess: being a story concerning two ladies, a nobleman, and a necklace, 1894.
- The Chronicles of Count Antonio, 1895.
- Comedies of Courtship, 1896.
- Phroso: A Romance, 1897.
- Simon Dale, 1898.
- The King's Mirror, 1899.
- Quisanté, 1900.
- Tristram of Blent: an episode in the story of an ancient house, 1901.
- The Intrusions of Peggy, 1902.
- Double Harness, 1904.
- A Servant of the Public, 1905.
- Sophy of Kravonia, 1906.
- Tales of Two People, 1907.
- The Great Miss Driver, 1908.
- Dialogue, 1909.
- Second String, 1910.
- Mrs Maxon Protests, 1911.
- Helena's Path, 1912.
- The New (German) Testament: some texts and a commentary, 1914.
- Militarism, German and British, 1915.
- A Young Man's Year, 1915.
- Why Italy is with the Allies, 1917.
- Captain Dieppe, 1918.
- Beaumaroy Home from the Wars,  1919.
- Lucinda, 1920.
- Little Tiger: A Novel, 1925.
- Memories and Notes, 1927.